# Tiberi II
Tiberi II (en llatí: Tiberius II) (vers 530-582) fou emperador romà d'Orient. Era d'origen traci i va ascendir al tron per amistat amb l'emperador Justí II. Durant el seu govern (578 al 582) va haver d'aturar l'atac dels àvars, els perses i l'amenaça dels longobards. Mentre que alguns historiadors l'han considerat un bon administrador, altres creuen que a la seva mort les arques de l'Estat van quedar en una pobra situació per la seva generositat, pel que va invertir en l'ampliació del palau i per les moltes despeses en treves i guerres. La qüestió econòmica va formar part dels textos legals que va escriure: Va deixar sis constitucions (una s'ha perdut), que formen part de les 168 novellae; la més famosa fou Περὶ κουφισμῶν δημοσίων, 'Sobre la disminució de taxes'. Per la manca de fills mascles, li va succeir un general en qui confiava.

## Procedència
Era nadiu de Tràcia i el seu nom original era Tiberi Anici Traci. El patriarca Eutiqui el va presentar al qui seria emperador Justí II, el qual li va aconseguir feina de notari a la cort de Justinià I. Després fou comes excubitorum o capità de la guàrdia de Justí II (successor de Justinià I el 565), amb qui va tenir una relació d'amistat.

## Servei en l'exèrcit
El 569, fou designat magister utriusque militiae amb instruccions d'atendre les demandes dels àvars i negociar amb ells. Tiberi va donar permís als àvars per establir-se en territori romà d'Orient, a la zona dels Balcans, a canvi de donar com a ostatges alguns àvars que fossin homes pertanyents a les famílies dels caps. Justí II no va acceptar aquest acord i va exigir que els ostes fossin membres de la família del kan; proposta que els àvars tampoc van acceptar i es van mobilitzar per atacar Constantinoble, però van ser derrotats per les tropes de Tiberi el 570. L'any següent va ser Tiberi el derrotat i va anar d'un pèl que no morís; llavors es va acordar una treva. Durant la treva una delegació d'àvars va anar a parlamentar amb l'emperador i a la tornada van ser atacats per un grup de lladres romans d'Orient, els àvars van reclamar justícia a Tiberi, el qual va localitzar els lladres i els va fer retornar el botí.
El 573, acabada la treva, Tiberi va dirigir les tropes romanes d'Orient contra els àvars a les regions del Save i el Danubi; primer fou derrotat en una batalla però es va recuperar i va aconseguir assegurar per l'imperi la possessió de Sírmium, a la confluència dels dos rius.

## Govern com a cèsar (574-578)
El 574 Justí II va tenir una crisi nerviosa que va obligar a l'emperadriu a assumir les decisions. Sofia va reclamar la presència de Tiberi, que estava en una campanya militar contra els perses, per ajudar-la a governar mentre Constantinoble estava patint una plaga. Tiberi i Sofia van acordar una treva d'un any amb els perses a canvi de pagar 45.000 nomismes. En un moment de lucidesa, Justí el va nomenar cèsar, és a dir, successor. Va portar la part administrativa de l'imperi durant quatre anys.
Tiberi va trobar dos tresors que Justí havia amagat sota unes lloses:el tresor de Narses i 1.000 centenaria, que equival a 100.000 lliures d'or o 7.200.000 nomismes, els quals va repartir entre els pobres, davant la consternació de Sofia. Juntament als generosos donatius, va eliminar les taxes sobre el vi i el pa que havia instituït Justinià I i va prohibir la venda de càrrecs, mesura que el va fer molt popular. Va negociar una pau amb els àvars, a canvi de pagar 80.000 nomismes per any, mentre que els àvars acceptaven defensar la frontera del Danubi d'altres possibles invasors; això va permetre mobilitzar les tropes cap a l'Est on tenia pensat continuar la guerra amb els perses.
La guerra amb Pèrsia li va impedir reaccionar contra els longobards a Itàlia, però va poder conservar el territori que després fou l'Exarcat de Ravenna, i salvar el papa Pelagi II i Roma dels longobards, amb un oportú aprovisionament portat per una flota. Més endavant es va aliar amb Khildebert II, el rei dels francs, en contra dels longobards.
En la guerra contra Pèrsia el 576, el general Justinià va travessar el Bòsfor amb 150.000 homes per fer aixecar el setge de Teodosiòpolis a Armènia, defensada pel general Teodor. L'exèrcit incloïa nombrosos germànics i eslaus. Es va lliurar una gran batalla prop de Melitene en la qual els perses foren derrotats i molts es van ofegar al riu Eufrates quan fugien; el botí fou enorme i va incloure 22 elefants; Justinià va avançar fins a l'interior de Pèrsia i estava a punt de signar un tractat amb el rei Còsroes I quan un general persa va aconseguir una victòria en una batalla menor. El general anomenat Justinià fou cridat a la cort i per substituir-lo van nomenar Maurici (després emperador) que va adoptar l'antiga tàctica romana de romandre en camps fortificats i va passar l'hivern a Mesopotàmia (577 a 578).
Tiberi es va preocupar per apaivagar les disputes entre sectes cristianes (els calcedonis i els mofisites) nomenant a càrrecs neutrals i moderant les persecucions. Va destinar uns 200.000 nomismes a repartir-los entre els diferents caps dels àvars en un intent de dividir-los i evitar l'elecció d'un nou kan. Quan els eslaus van envair Il·líria, va traslladar un exèrcit format per àvars per obligar-los a retrocedir.

## Ascens al tron
Justí va morir el 5 d'octubre del 578, Tiberi va ascendir al tron i va agafar el nom complet de Flavi Constantí Anici Traci (Flavius Constantinus Anicius Thrax) sent conegut com a Tiberi II.
Sofia esperava casar-se amb Tiberi però quan aquest fou proclamat va presentar com a emperadriu a Anastàsia, amb la qui estava casat en secret des de feia algun temps. Sofia fou tractada correctament però no va oblidar aquesta circumstància i es diu que va induir al general Justinià a conspirar contra Tiberi. Quan el complot fou descobert, Sofia fou privada de tot poder i Justinià fou perdonat i va esdevenir un lleial amic de Tiberi.
Les victòries contra els perses van permetre a Tiberi centrar la seva atenció en els territoris de l'Oest. Va enviar tropes a Itàlia per reforçar els territoris de Ravenna i va recuperar el port de Classis.Va formar una aliança amb una princesa visigoda d'Espània que estava incitant a la rebel·lió perquè se sentien indefensos davant els atacs dels moros. Vers el 578, l'exarca Gennadi va derrotar el rei moro Gasmul dels mauritans.
Tiberi va intervenir en els assumptes dels francs, en l'antiga província de la Gàlia, que feia un segle que no mantenia contactes amb l'imperi. Potser d'aquí va sorgir el personatge de ficció conegut com a l'emperador Lucius Tiberius de la llegenda artúrica, qui també va enviar emissaris després de cent anys sense relacions.
El 579, era evident que l'imperi era massa extens i hi havien massa enemics que tenien l'exèrcit ocupat en molts llocs. Els àvars van aprofitar la manca de tropes als Balcans per assetjar Sirmium. Al mateix temps els eslaus van començar a emigrar cap a Tràcia, Macedònia i Grècia, cosa que Tiberi es va veure incapaç d'aturar, ja que els perses van reprendre les hostilitats. Per empitjorar la situació, les tropes començaven a donar símptomes d'esgotament i estaven inquiets perquè la paga els arribava amb retard.

## Mort i successió
El 579 a Pèrsia, Ormazd IV va succeir a Còsroes i va començar altre cop la guerra. Maurici va derrotar els perses i va assolar part del país; el 580 va obtenir una gran victòria a la vora de l'Eufrates. El 581 va obtenir una nova victòria. Maurici va rebre els honors del triomf al seu retorn a Constantinoble. L'agost del 581 Tiberi II, la salut del qual anava de baixa, i que no tenia fills mascles, va casar Maurici amb la seva filla Constantina. A l'altra filla, anomenada Charito, la va casar amb el general Germà, que tenia relació de parentiu amb Tiberi. Maurici i Germà van ser nomenats cèsars, cosa que fa pensar que tenia intenció de dividir un imperi massa gran en dos; finalment això no va passar, ja que el 13 d'agost del 582 va nomenar august Maurici.
Va morir el 14 d'agost del 582, sembla que a causa d'un peix mal cuinat o enverinat i Maurici el va succeir.